# اور-نونگال
بر پاسه فهرست پادشاهان سومری، اور-نونگال از اوروک ششمین فرمانروای سومری نخستین دودمان اوروک (حدود سده ۲۶ پیش از میلاد) بوده‌است که ادعا می‌شود که فرمانروایی او ۳۰ سال بوده‌است. هم در فهرست پادشاهان سومری و هم تومل کرونیکل گفته می‌شود که او پسر گیلگمش است، اما تنها در فهرست پادشاهان سومری است که او پدر اودول-کالاما است.